# Manitoba Census Division No. 2
Die Census Division No. 2 in der kanadischen Provinz Manitoba gehört zur Southeast Region. Sie hat eine Fläche von 4406,7 km² und 75.571 Einwohner (Stand: 2016). 2011 betrug die Einwohnerzahl 65.374.

## Census Subdivisions
Im Folgenden die "Census Subdivisions" („Zensus-Untergliederungen“) der Division No. 2 mit Stand vom Census 2016.
- De Salaberry (Rural municipality)
- Emerson-Franklin (Municipality)
- Hanover (Rural municipality)
- La Broquerie (Rural municipality)
- Niverville (Town)
- Ritchot (Rural municipality)
- Roseau Rapids 2A (Indian reserve)
- Roseau River 2 (Indian reserve)
- Ste. Anne (Rural municipality)
- Ste. Anne (Town)
- Steinbach (City)
- St-Pierre-Jolys (Village)
- Taché (Rural municipality)